# Madaba
Mádaba (del árabe: مادبا ‘Maʾdabā’) es la capital de la gobernación homónima en Jordania. Se encuentra 35 kilómetros al suroeste de Amán.

## Historia
Aunque vivió una época importante durante la Edad del Hierro, ya que se menciona Mádaba en la estela de Mesa, en la actualidad, es muy conocida por sus mosaicos de las épocas bizantina y omeya y por ello lleva el sobrenombre de Ciudad de los mosaicos. De especial importancia es el mapa de Mádaba, mosaico-mapa de la era bizantina con la representación cartográfica más antigua que se conserva de Jerusalén, Tierra Santa y el Delta del Nilo. Data del siglo VI y se encuentra en la iglesia ortodoxa griega de San Jorge.
Se conservan otros templos bizantinos como la catedral, famosa por la capilla de San Teodoro que tiene un mosaico del s. VI, la iglesia de los Mártires, cuyo pavimento es un mosaico muy destruido por los iconoclastas del s. VIII, y la iglesia de la Virgen, construida sobre las ruinas de un templo romano y una casa aneja llamada Sala de Hipólito por un mosaico sobre el mito de Fedra e Hipólito. Esta última iglesia se encuentra en el museo arqueológico de Mádaba.
Además, la iglesia de los Apóstoles contiene el mosaico más grande de Jordania, con representaciones de los 12 apóstoles y motivos del mundo helenístico.
También de época bizantina es el llamado Palacio Quemado, llamado así por un incendio que lo destruyó en gran parte y produjo su abandono. Se ha restaurado y se han recuperado algunos mosaicos.

## Religión
La mayoría de la población de Mádaba profesa la religión islámica, aunque muchos habitantes son cristianos (entre un 35-40% de la población de la ciudad), existiendo numerosas iglesias. La mezquita más importante es la del Rey Hussein, que destaca por sus cúpulas con interior rosado y grandes lámparas colgantes.

## Galería

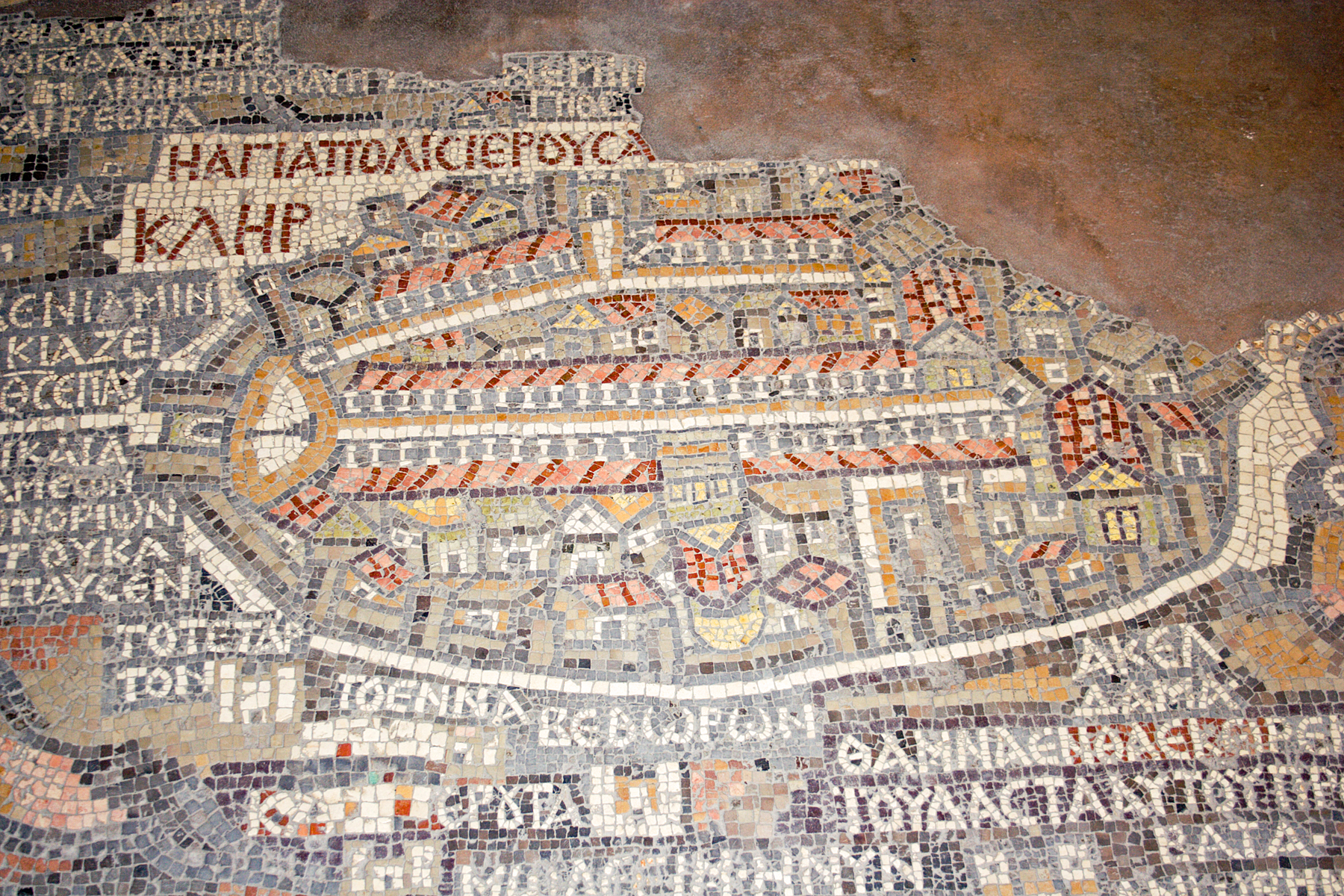
Mosaico del siglo VI
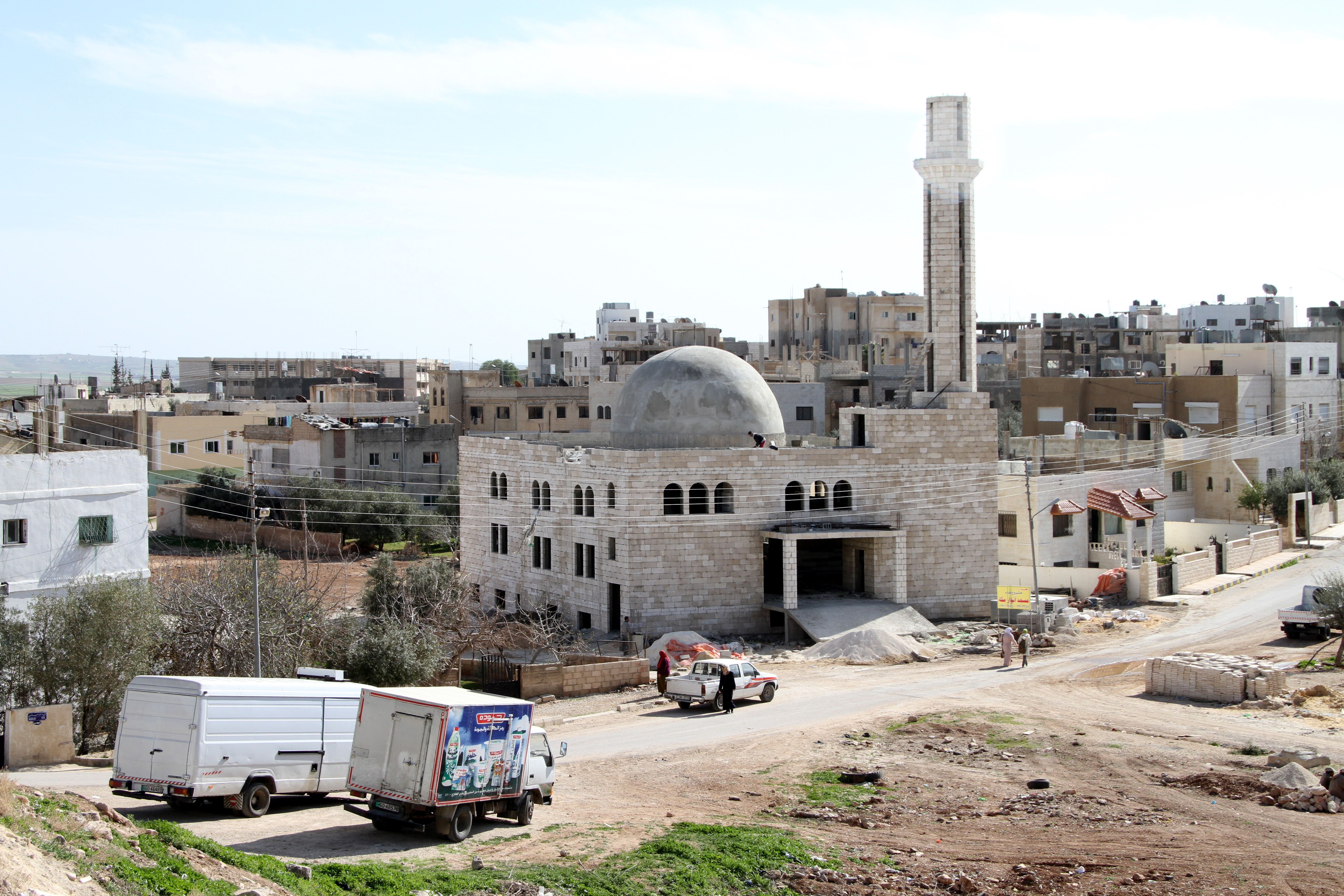
Mezquita de Madaba
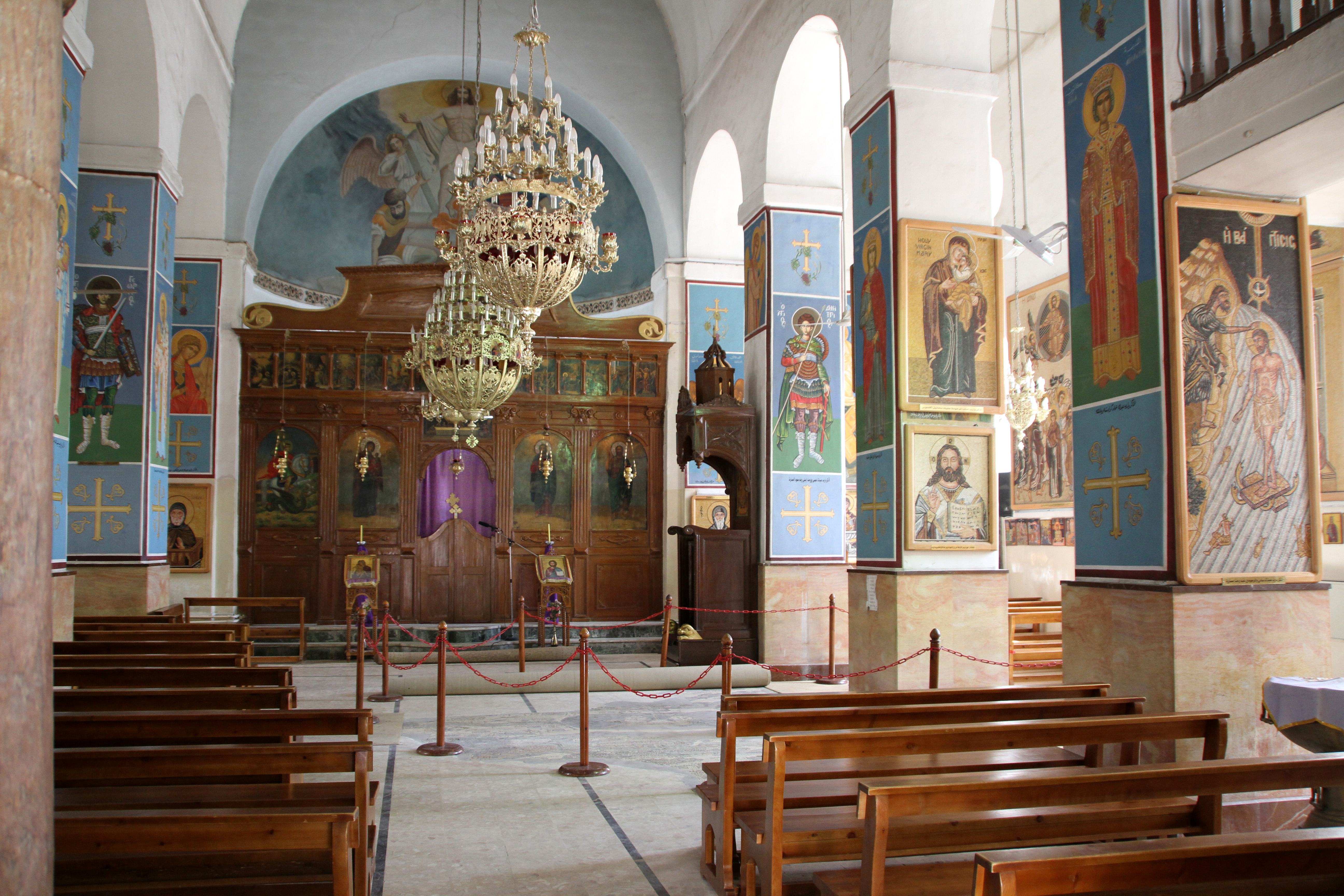
Iglesia de St. George de Madaba
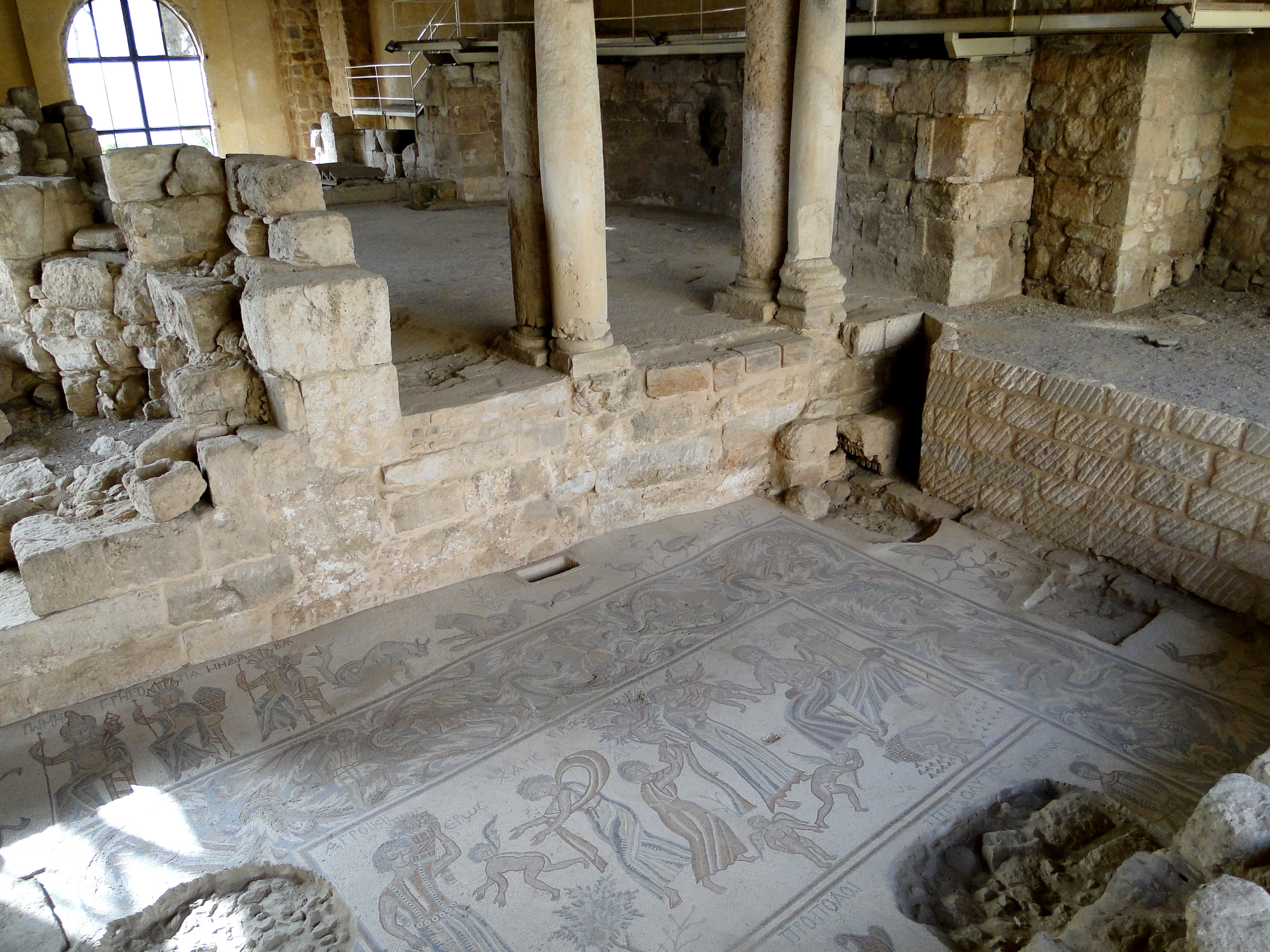
Hall de Hipólito

## Demografía
Mádaba es la quinta ciudad de Jordania en población.
| Gráfica de evolución de Madaba entre 2004 y 2015 |
|                                                  |